# Open di Francia 2005 - Doppio misto
Daniela Hantuchová e Fabrice Santoro hanno battuto in finale Martina Navrátilová e Leander Paes con il punteggio di 3–6, 6–3, 6–2.

## Teste di serie
| 1. Rennae Stubbs / Daniel Nestor (Secondo turno) 2. Ai Sugiyama / Maks Mirny (primo turno) 3. Cara Black / Wayne Black (Secondo turno) 4. Anastasija Myskina / Jonas Björkman (semifinali) | 1. Liezel Huber / Kevin Ullyett (quarti di finale) 2. Martina Navrátilová / Leander Paes (finale) 3. Lisa Raymond / Mahesh Bhupathi (quarti di finale) 4. Elena Lichovceva / Leoš Friedl (primo turno) |

## Tabellone

### Legenda
| - Q = Qualificato - WC = Wild card - LL = Lucky loser | - ALT = Alternate - SE = Special Exempt - PR = Protected Ranking | - w/o = Walkover - r = Ritirato - d = Squalificato |

### Fase finale
|  | Semifinali | Semifinali                         | Semifinali                         | Semifinali | Semifinali |  |  | Finale | Finale                             | Finale | Finale | Finale |  |
|  |            |                                    |                                    |            |            |  |  |        |                                    |        |        |        |  |
|  |            | Daniela Hantuchová Fabrice Santoro | Daniela Hantuchová Fabrice Santoro | 7          | 6          |  |  |        |                                    |        |        |        |  |
|  | 4          | Anastasija Myskina Jonas Björkman  | Anastasija Myskina Jonas Björkman  | 65         | 0          |  |  |        | Daniela Hantuchová Fabrice Santoro | 3      | 6      | 6      |  |
|  |            | Samantha Stosur Paul Hanley        | Samantha Stosur Paul Hanley        | 2          | 3          |  |  | 6      | Martina Navrátilová Leander Paes   | 6      | 3      | 2      |  |
|  | 6          | Martina Navrátilová Leander Paes   | Martina Navrátilová Leander Paes   | 6          | 6          |  |  |        |                                    |        |        |        |  |

### Parte alta

#### Sezione 2
|  | Primo turno              | Primo turno              | Primo turno              | Primo turno | Primo turno |  |  | Secondo turno | Secondo turno            | Secondo turno            | Secondo turno        | Secondo turno        |   |   | Quarti di finale | Quarti di finale     | Quarti di finale     | Quarti di finale | Quarti di finale |  |
|  |                          |                          |                          |             |             |  |  |               |                          |                          |                      |                      |   |   |                  |                      |                      |                  |                  |  |
|  | 4                        | A Myskina J Björkman     | 3                        | 6           | 6           |  |  |               |                          |                          |                      |                      |   |   |                  |                      |                      |                  |                  |  |
|  | WC                       | A Cornet G Monfils       | 6                        | 2           | 2           |  |  | 4             | A Myskina J Björkman     | 65                       | 7                    | 6                    |   |   |                  |                      |                      |                  |                  |  |
|  |                          | M Vento-Kabchi M Hood    | M Vento-Kabchi M Hood    | 2           | 3           |  |  | WC            | É Loit J-F Bachelot      | 7                        | 6(1)                 | 4                    |   |   |                  |                      |                      |                  |                  |  |
|  | WC                       | É Loit J-F Bachelot      | É Loit J-F Bachelot      | 6           | 6           |  |  |               |                          |                          |                      |                      |   |   | 4                | A Myskina J Björkman | A Myskina J Björkman | 6                | 6                |  |
|  | K Srebotnik T Woodbridge | K Srebotnik T Woodbridge | 6                        | 3           | 6           |  |  |               |                          | 7                        | L Raymond M Bhupathi | L Raymond M Bhupathi | 2 | 4 |                  |                      |                      |                  |                  |  |
|  | A-L Grönefeld J Knowle   | A-L Grönefeld J Knowle   | 1                        | 6           | 3           |  |  |               | K Srebotnik T Woodbridge | K Srebotnik T Woodbridge | 5                    | 64                   |   |   |                  |                      |                      |                  |                  |  |
|  |                          | V Ruano Pascual J Erlich | V Ruano Pascual J Erlich | 3           | 4           |  |  | 7             | L Raymond M Bhupathi     | L Raymond M Bhupathi     | 7                    | 7                    |   |   |                  |                      |                      |                  |                  |  |
|  | 7                        | L Raymond M Bhupathi     | L Raymond M Bhupathi     | 6           | 6           |  |  |               |                          |                          |                      |                      |   |   |                  |                      |                      |                  |                  |  |

### Parte bassa

#### Sezione 3
|  | Primo turno             | Primo turno             | Primo turno             | Primo turno | Primo turno |  |  | Secondo turno         | Secondo turno         | Secondo turno | Secondo turno      | Secondo turno      |   |    | Quarti di finale | Quarti di finale  | Quarti di finale  | Quarti di finale | Quarti di finale |  |
|  |                         |                         |                         |             |             |  |  |                       |                       |               |                    |                    |   |    |                  |                   |                   |                  |                  |  |
|  | 8                       | E Lichovceva L Friedl   | E Lichovceva L Friedl   | 3           | 4           |  |  |                       |                       |               |                    |                    |   |    |                  |                   |                   |                  |                  |  |
|  |                         | S Stosur P Hanley       | S Stosur P Hanley       | 6           | 6           |  |  | S Stosur P Hanley     | S Stosur P Hanley     | 7             | 2                  | 6                  |   |    |                  |                   |                   |                  |                  |  |
|  | E Gagliardi M Rodríguez | E Gagliardi M Rodríguez | E Gagliardi M Rodríguez | 3           | 4           |  |  | N Vaidišová M Knowles | N Vaidišová M Knowles | 62            | 6                  | 3                  |   |    |                  |                   |                   |                  |                  |  |
|  | N Vaidišová M Knowles   | N Vaidišová M Knowles   | N Vaidišová M Knowles   | 6           | 6           |  |  |                       |                       |               |                    |                    |   |    |                  | S Stosur P Hanley | S Stosur P Hanley | 6                | 6                |  |
|  | WC                      | S Testud M Gicquel      | S Testud M Gicquel      | 6           | 6           |  |  |                       |                       | WC            | S Testud M Gicquel | S Testud M Gicquel | 4 | 1' |                  |                   |                   |                  |                  |  |
|  |                         | J Janković L Arnold Ker | J Janković L Arnold Ker | 3           | 3           |  |  | WC                    | S Testud M Gicquel    | 6             | 2                  | 6                  |   |    |                  |                   |                   |                  |                  |  |
|  | WC                      | S Brémond Llodra        | S Brémond Llodra        | 2           | 4           |  |  |                       | C Black W Black       | 3             | 6                  | 3                  |   |    |                  |                   |                   |                  |                  |  |
|  | 3                       | C Black W Black         | C Black W Black         | 6           | 6           |  |  |                       |                       |               |                    |                    |   |    |                  |                   |                   |                  |                  |  |

#### Sezione 4
|  | Primo turno           | Primo turno               | Primo turno               | Primo turno | Primo turno |  |  | Secondo turno         | Secondo turno         | Secondo turno        | Secondo turno      | Secondo turno |   |   | Quarti di finale | Quarti di finale     | Quarti di finale | Quarti di finale | Quarti di finale |  |
|  |                       |                           |                           |             |             |  |  |                       |                       |                      |                    |               |   |   |                  |                      |                  |                  |                  |  |
|  | 6                     | M Navrátilová L Paes      | M Navrátilová L Paes      | 6           | 6           |  |  |                       |                       |                      |                    |               |   |   |                  |                      |                  |                  |                  |  |
|  | WC                    | S Foretz Gacon N Devilder | S Foretz Gacon N Devilder | 4           | 3           |  |  | 6                     | M Navrátilová L Paes  | M Navrátilová L Paes | 6                  | 6             |   |   |                  |                      |                  |                  |                  |  |
|  | M Shaughnessy G Etlis | M Shaughnessy G Etlis     | M Shaughnessy G Etlis     | 67          | 4           |  |  |                       | D Safina S Aspelin    | D Safina S Aspelin   | 4                  | 0             |   |   |                  |                      |                  |                  |                  |  |
|  | D Safina S Aspelin    | D Safina S Aspelin        | D Safina S Aspelin        | 79          | 6           |  |  |                       |                       |                      |                    |               |   |   | 6                | M Navrátilová L Paes | 7                | 4                | 6                |  |
|  | C Morariu J Palmer    | C Morariu J Palmer        | 4                         | 6           | 6           |  |  |                       |                       |                      | C Morariu J Palmer | 65            | 6 | 3 |                  |                      |                  |                  |                  |  |
|  | N Pratt P Vízner      | N Pratt P Vízner          | 6                         | 3           | 4           |  |  | C Morariu J Palmer    | C Morariu J Palmer    | w                    | /                  | o             |   |   |                  |                      |                  |                  |                  |  |
|  |                       | A Ivanović N Zimonjić     | 3                         | 6           | 10          |  |  | A Ivanović N Zimonjić | A Ivanović N Zimonjić |                      |                    |               |   |   |                  |                      |                  |                  |                  |  |
|  | 2                     | A Sugiyama M Mirny        | 6                         | 3           | 8           |  |  |                       |                       |                      |                    |               |   |   |                  |                      |                  |                  |                  |  |